# Old School (film)
Old School er en amerikansk komediefilm fra 2003, instrueret, skrevet og produceret af Todd Phillips. Filmen har Luke Wilson, Will Ferrell og Vince Vaughn i hovedrollerne som tre umodne 30-årige, der starter en studenterforening for fester på den lokale campus.

## Medvirkende
- Luke Wilson
- Will Ferrell
- Vince Vaughn
- Jeremy Piven
- Ellen Pompeo
- Juliette Lewis
- Seann William Scott
- Andy Dick

## Eksterne Henvisninger
- Old School på Internet Movie Database (engelsk)
- Old School på Filmdatabasen
- Old School på Scope
- Old School i Svensk Filmdatabas (svensk)
- Old School på AlloCiné (fransk)
- Old School på MovieMeter (nederlandsk)
- Old School på AllMovie (engelsk)
- Old School hos American Film Institute (engelsk)
- Old School på Turner Classic Movies (engelsk)
- Old School på The Movie Database (engelsk)